# غونسلسدورف
غونسلسدورف (بالألمانية: Günselsdorf) هي بلدة في منطقة بادن في ولاية النمسا السفلى.